# Muhd Asyraf Azan
Muhd Asyraf Azan (* 3. Oktober 1988 in Shah Alam) ist ein malaysischer Squashspieler.

## Karriere
Muhd Asyraf Azan begann seine Karriere im Jahr 2007 und gewann bislang drei Titel auf der PSA World Tour. Seine beste Platzierung in der Weltrangliste erreichte er mit Rang 53 im Dezember 2012. Mit der malaysischen Nationalmannschaft nahm er 2007 und 2013 an Weltmeisterschaften teil.
Seine Schwester Zulhijjah Binti Azan ist ebenfalls Squashspielerin.

## Erfolge
- Gewonnene PSA-Titel: 3